# Bulbophyllum alexandrae
Bulbophyllum alexandrae är en orkidéart som beskrevs av Rudolf Schlechter. Bulbophyllum alexandrae ingår i släktet Bulbophyllum och familjen orkidéer.
Artens utbredningsområde är Madagaskar. Inga underarter finns listade i Catalogue of Life.